# (1216) Askania
(1216) Askania ist ein Asteroid des Hauptgürtels, der am 29. Januar 1932 vom deutschen Astronomen Karl Wilhelm Reinmuth in Heidelberg entdeckt wurde. 
Der Name ist von den Askania-Werken abgeleitet, einem deutschen Hersteller von optischen und anderen Präzisionsgeräten.